# Evacuação do Afeganistão de 2021

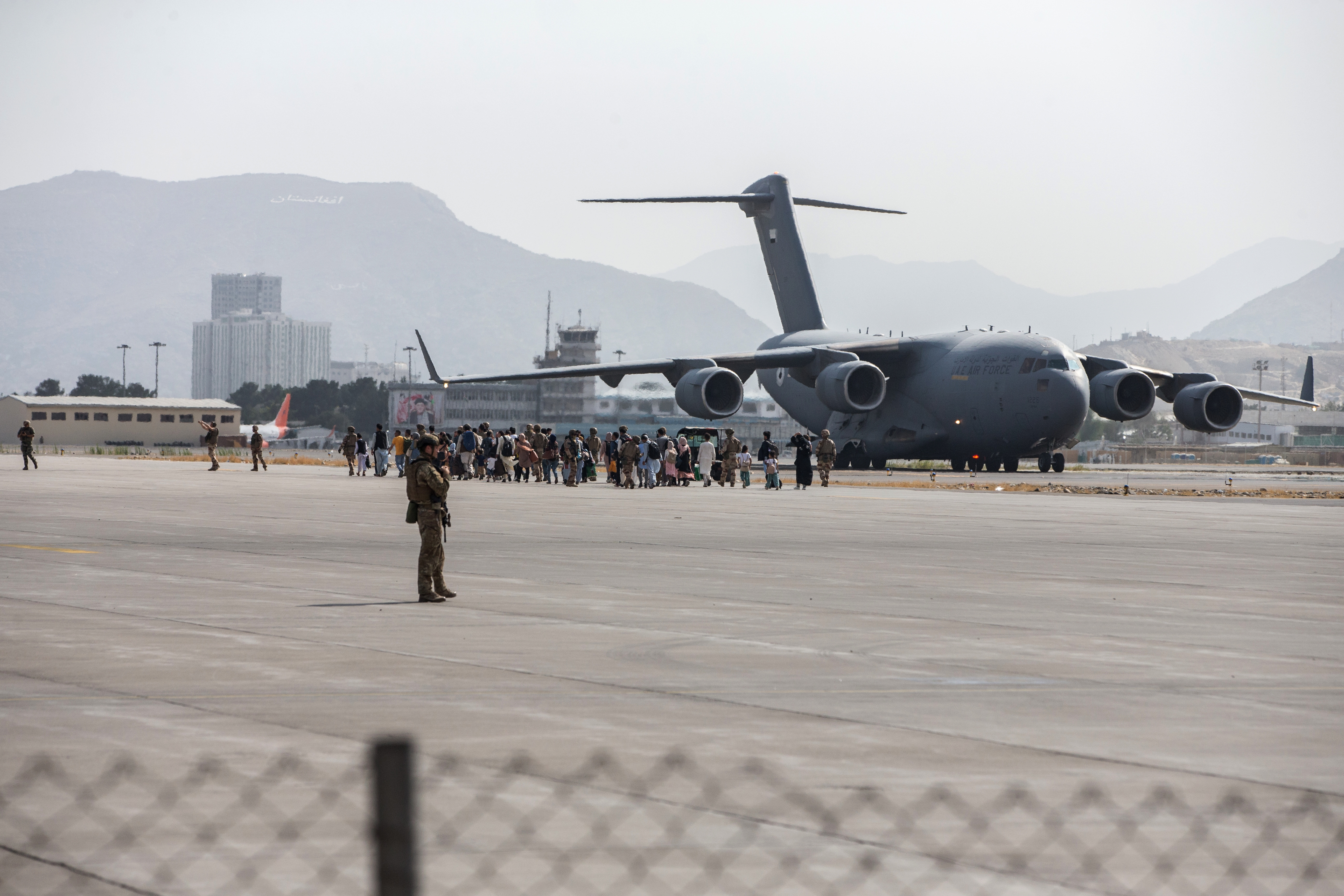
Um Boeing C-17 Globemaster americano transportando civis para fora do Afeganistão, em agosto de 2021.

A meio da retirada das forças da NATO da guerra no Afeganistão e da ofensiva Talibã em 2021, esforços generalizados de evacuação de cidadãos estrangeiros e alguns cidadãos afegãos vulneráveis têm sido realizados no Afeganistão. Após a queda de Cabul a 15 de agosto e o colapso da República Islâmica do Afeganistão, o Aeroporto Internacional Hamid Karzai tornou-se na única saída controlada não-talibã para fora do país, sendo protegido por vários milhares de militares das forças da NATO.

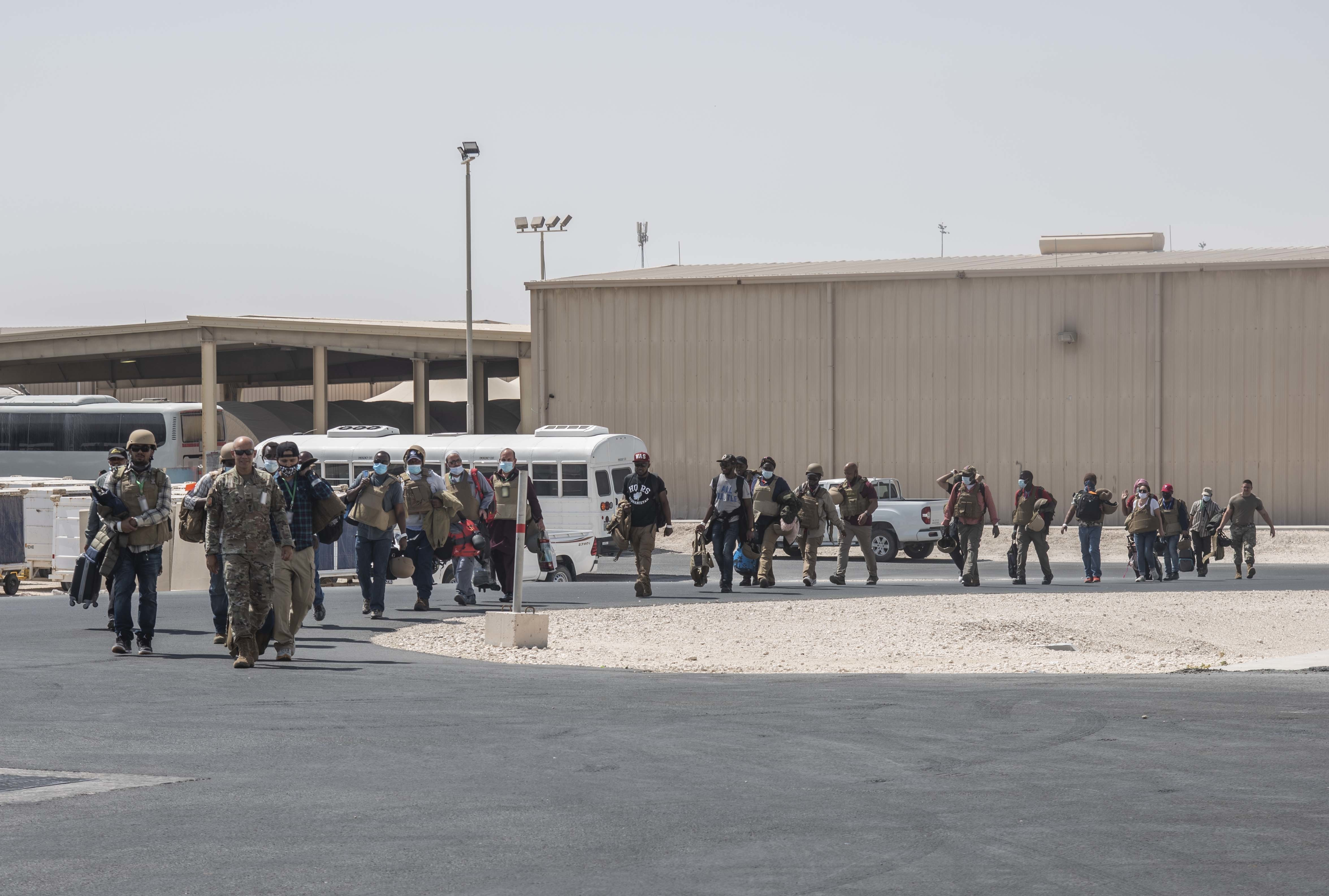
Equipa da embaixada dos EUA a chegar à Base Aérea de Al Udeid, no Catar, vinda do Afeganistão no dia 15 de agosto de 2021

Embora alguns países já tivessem iniciado esforços de evacuação em pequena escala nos meses anteriores a agosto de 2021, como a Operação Refúgio dos Aliados e a britânica Operação Pitting, o colapso do governo afegão ocorreu significativamente mais cedo do do que as projeções de inteligência haviam estimado, levando a que os esforços de evacuação se tenham tornado significativamente mais urgentes. Vários países lançaram novas operações de evacuação, como a Operação Indiana Devi Shakti. Entre 14 e 25 de agosto os EUA evacuaram cerca de 82 300 pessoas do Aeroporto Internacional Hamid Karzai.
Em 30 de agosto, quando o último avião dos Estados Unidos deixou o aeroporto internacional de Cabul, mais de 120 mil pessoas haviam sido evacuadas pelas potências Ocidentais. Foi uma das mais complexas operações aéreas e uma das maiores evacuações pelo ar de todos os tempos.

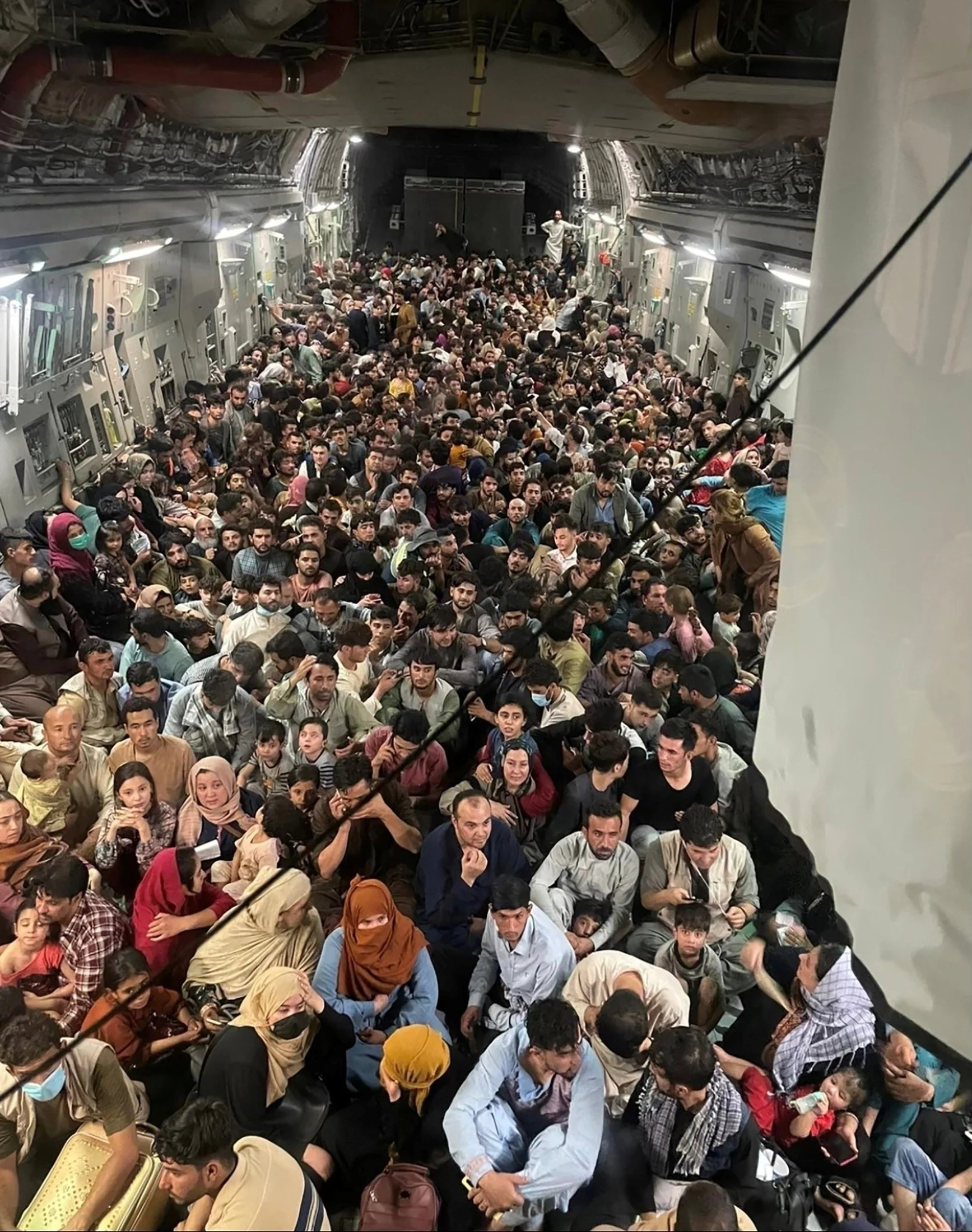
Um C-17 evacuando 823 passageiros de Cabul, 15 de agosto

## Antecedentes
No Acordo de Doha entre os Estados Unidos (EUA) e o Talibã em fevereiro de 2020, os EUA concordaram em retirar todas as forças americanas do Afeganistão até 1 de maio de 2021. Contudo, os Talibã não honraram a maioria das promessas do acordo. Ainda assim os EUA decidiram continuar com a retirada planeada, embora tenham adiado a data de conclusão da retirada das forças militares para 31 de agosto de 2021.
Os Talibã e os grupos militantes aliados começaram uma ofensiva generalizada no dia 1 de maio de 2021, simultaneamente à retirada da maioria das tropas americanas do Afeganistão. Nos meses seguintes, os Talibã assumiram o controlo do Afeganistão através de uma combinação de rendições negociadas com diversas unidades do Exército Nacional Afegão e de uma ofensiva militar na qual foram capturando muitas capitais provinciais e expandindo o seu controlo de 77 distritos a 13 de abril para 104 distritos a 16 de junho até 223 distritos a 3 de agosto. Em julho de 2021 a Comunidade de Inteligência dos Estados Unidos estimou que o governo do Afeganistão poderia entrar em colapso entre seis a 12 meses após a saída das tropas americanas. Posteriormente, as agências de inteligência reduziram a estimativa para um mês.
No entanto o governo entrou em colapso em poucos dias, muito mais rapidamente do que o previsto. O Exército Nacional Afegão, mal liderado e prejudicado pela corrupção generalizada foi deixado no caos, tendo apenas duas unidades permanecendo operacionais em meados de agosto: o 201.º Corpo e a 111.ª Divisão, ambas as unidades baseadas em Cabul. As projeções de inteligência continuaram a piorar rapidamente. A 14 de agosto, os Talibã cercaram Cabul. No dia 15 de agosto, Cabul caiu e os Talibã declararam vitória na Guerra do Afeganistão.
À medida que os Talibã assumiam o controlo do país, a urgência de evacuar as populações vulneráveis aos Talibã, incluindo os intérpretes e colaboradores que haviam trabalhado com a Operação Liberdade Duradoura, com a Força Internacional de Apoio à Segurança, com a Operação Sentinela da Liberdade, com a Missão Apoio Resoluto, o Povo Hazara, mulheres vulneráveis e minorias, dado o tratamento dado às mulheres pelos Talibã, ganharam importância.

## Linha temporal

### A partir de 12 de agosto
Como os Talibã haviam assegurado todas as passagens fronteiriças, o aeroporto de Cabul continuou a ser a única rota segura para fora do Afeganistão. Após a queda de Herate a 12 de agosto, os EUA e o Reino Unido anunciaram o envio de 3 000 e 600 elementos das suas tropas, respectivamente, para o aeroporto de Cabul a fim de garantir o transporte aéreo dos seus nacionais, funcionários da embaixada e cidadãos afegãos que trabalharam com as forças da coligação, fora do país. Autoridades americanas disseram que todas as suas forças ainda deveriam deixar o Afeganistão até ao final de agosto. Um memorando foi enviado a todo o pessoal da embaixada a 13 de agosto para reduzir "os itens com logotipos da embaixada ou agência, bandeiras americanas ou itens que poderiam ser usados indevidamente em esforços de propaganda". Pequenas nuvens de fumaça podiam ser vistas perto do telhado da embaixada, já que diversos diplomatas estavam a destruir rapidamente documentos confidenciais e outros materiais confidenciais. Entre os documentos destruídos estavam passaportes de civis afegãos que solicitaram vistos.

### 15 e 16 de agosto
Quando os Talibã cercaram e começaram a entrar em Cabul, os helicópteros CH-47 Chinook do Exército dos EUA, UH-60 Black Hawk e CH-46 Sea Knight da Asa do Departamento de Estado foram vistos a pousar na embaixada americana para realizar as evacuações. Um comboio de veículos utilitários desportivos blindados (SUVs) partiu do terreno da embaixada e um helicóptero de ataque foi visto a lançar sinalizadores na área para se defender contra possíveis ataques terra-ar. Juntamente com o pessoal da embaixada, 5 000 soldados dos EUA e algumas tropas da NATO permaneceram na cidade. O governo dos Estados Unidos posteriormente autorizou o envio de 1 000 soldados adicionais da 82ª Divisão Aerotransportada para o aeroporto, aumentando a presença de tropas em Cabul para 6 000 de modo a facilitar as evacuações.
O pânico instalou-se entre a população civil quando os Talibã começaram a tomar a capital, com muitos cidadãos a correr para as suas casas ou para o aeroporto, que permaneceu sob controlo da NATO após a dissolução do governo afegão. Uma situação caótica começou a desenrolar-se quando milhares de civis afegãos em fuga correram para o aeroporto de Cabul, com centenas a ocupar a pista numa tentativa conseguir voos para fora da cidade; alguns escalaram as paredes do aeroporto para entrar na pista de aterragem. Soldados americanos pairaram helicópteros sobre as multidões numa tentativa de as controlar, lançaram granadas de fumo e, ocasionalmente, dispararam tiros de advertência para o ar para dispersar as pessoas que tentavam forçar o embarque em aeronaves. Surgiram entretanto vídeos que mostravam centenas de pessoas a correr ao lado de um avião de transporte militar americano C-17A enquanto este se descolava na placa; algumas pessoas podiam ser vistas agarradas à aeronave, logo abaixo da asa. Outros corriam ao lado da aeronave a "acenar e gritar". Pelo menos duas pessoas, numa aparente tentativa de fuga, teriam "caído do trem de aterragem imediatamente após a decolagem". Mais tarde, outro corpo foi encontrado no trem de aterragem do C-17. Uma das vítimas foi identificada como Zaki Anwari, que jogou pela seleção nacional de futebol juvenil do Afeganistão. Três corpos, incluindo o de uma mulher, também foram encontrados no chão perto do edifício do terminal de passageiros, mas a causa da morte não foi clara, embora alguns observadores especulassem que eles podem ter falecido durante uma debandada. Foi confirmado que sete pessoas morreram durante a evacuação do aeroporto - incluindo dois homens armados baleados após se aproximarem dos fuzileiros navais dos EUA, de acordo com o Departamento de Defesa dos Estados Unidos. Os fuzileiros navais não ficaram feridos e os homens não foram identificados.
Aproximadamente às 20:30 hora local surgiram relatos de que a embaixada dos EUA estava a arder. A embaixada emitiu uma declaração instruindo os cidadãos americanos na área a abrigarem-se no local. O Secretário de Estado Antony Blinken anunciou que a embaixada seria transferida para o aeroporto pois os militares dos EUA haviam assumido a segurança e o controlo do tráfego aéreo. Vários outros países anunciaram planos para evacuar as suas embaixadas, incluindo a Espanha, a Alemanha, o Reino Unido, a Holanda e a Dinamarca. O governo alemão anunciou que iria enviar aeronaves de transporte A400M Atlas com um contingente de paraquedistas para as evacuações, acrescentando que não buscaria a aprovação parlamentar necessária para a operação até que a missão fosse concluída. Também foi reportado que o governo italiano havia transferido os seus funcionários da embaixada, bem como as famílias de 30 funcionários afegãos, para o aeroporto de Cabul sob a guarda dos Carabinieri para se preparar para a evacuação. Foi relatado também que a Índia tinha aviões de transporte C-17 preparados para evacuar o pessoal diplomático indiano, mas os indianos também pensaram que demoraria mais para os Talibã capturarem Cabul. Um grupo de diplomatas indianos foi escoltado até ao aeroporto pelos Talibã, negociando a escolta depois de terem a sua passagem para fora da embaixada indiana bloqueada várias vezes pelo Talibã. A Albânia declarou entretanto que havia aceite um pedido dos EUA para servir como um centro de trânsito para os evacuados.
Um voo da Emirates Airlines para Cabul foi desviado e depois voltou para Dubai, e a companhia aérea dos Emirados Árabes Unidos Flydubai anunciou que suspenderia os voos para Cabul a 16 de agosto. Neste mesmo dia a maioria das outras companhias aéreas também anunciou a suspensão dos voos para Cabul. A Autoridade de Aviação Civil do Afeganistão anunciou que havia aberto o espaço aéreo de Cabul para forças militares e advertiu que "qualquer trânsito através do espaço aéreo de Cabul não será controlado".
O Departamento de Defesa dos Estados Unidos (DOD) confirmou a 16 de agosto que o General Kenneth F. McKenzie Jr., Comandante do Comando Central dos Estados Unidos, reuniu-se com líderes do Talibã no Catar para garantir um acordo. Os Talibã teriam alegadamente concordado em permitir que os voos de evacuação americanos no aeroporto de Cabul prosseguissem sem impedimentos. O transporte aéreo internacional de evacuados foi retomado a 17 de agosto após uma paragem temporária para limpar a pista de civis já que o DOD confirmou que o aeroporto estava aberto para todos os voos militares e voos comerciais limitados. Oficiais do Pentágono acrescentaram que os esforços de evacuação devem ser acelerados e devem continuar até 31 de agosto.
A Al Jazeera, transmitindo o rastreamento de publicações de dados de voos no Twitter, disse que entre 15 e 16 de agosto pelo menos 170 voos militares voaram de países como os Estados Unidos (128); o Reino Unido (12); França (6); Canadá (5); Alemanha (4); Itália (3); Austrália (3); Índia (2); Áustria (1); Bélgica (1); Dinamarca (1); Holanda (1); Suécia (1); Espanha (1); e Turquia (1).
Uma fotografia de mais de 600 refugiados amontoados num C-17 americano descolando de Cabul foi amplamente partilhada nas redes sociais. O jornal francês Le Monde afirmou que a foto tornou-se "um símbolo da fuga do Talibã". Outro vídeo tornou-se viral a 17 de agosto, onde um homem que tentava escapar do país gravou-se a si mesmo e a outros agarrando-se a um avião militar C-17. Uma fotografia de um soldado dos EUA a segurar a bandeira enrolada da embaixada dos EUA durante as evacuações apareceu e também foi divulgada pela mídia.

### 17 a 22 de agosto

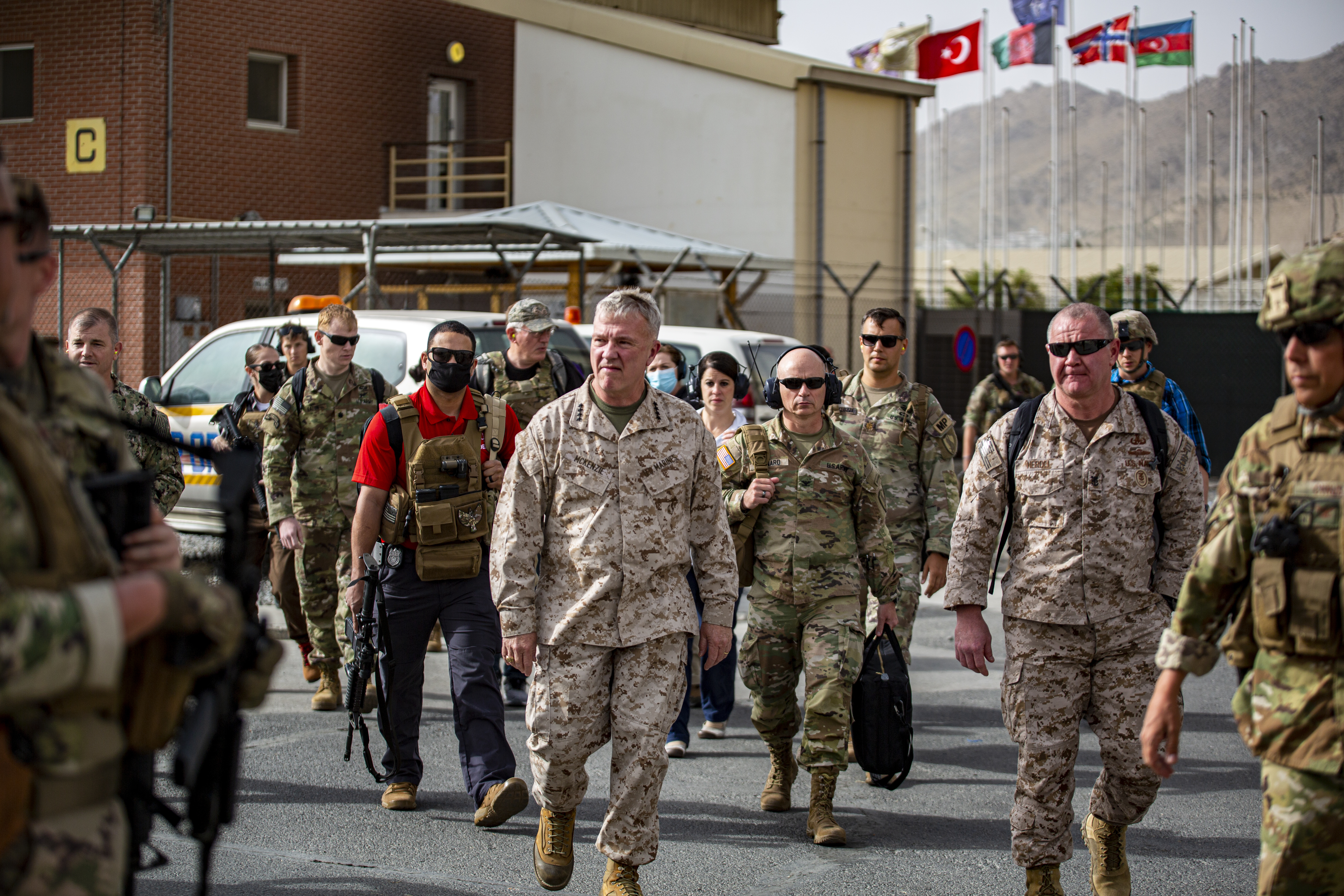
General Kenneth F. McKenzie Jr. (centro), comandante do Comando Central dos Estados Unidos, no Aeroporto de Cabul a 17 de agosto de 2021

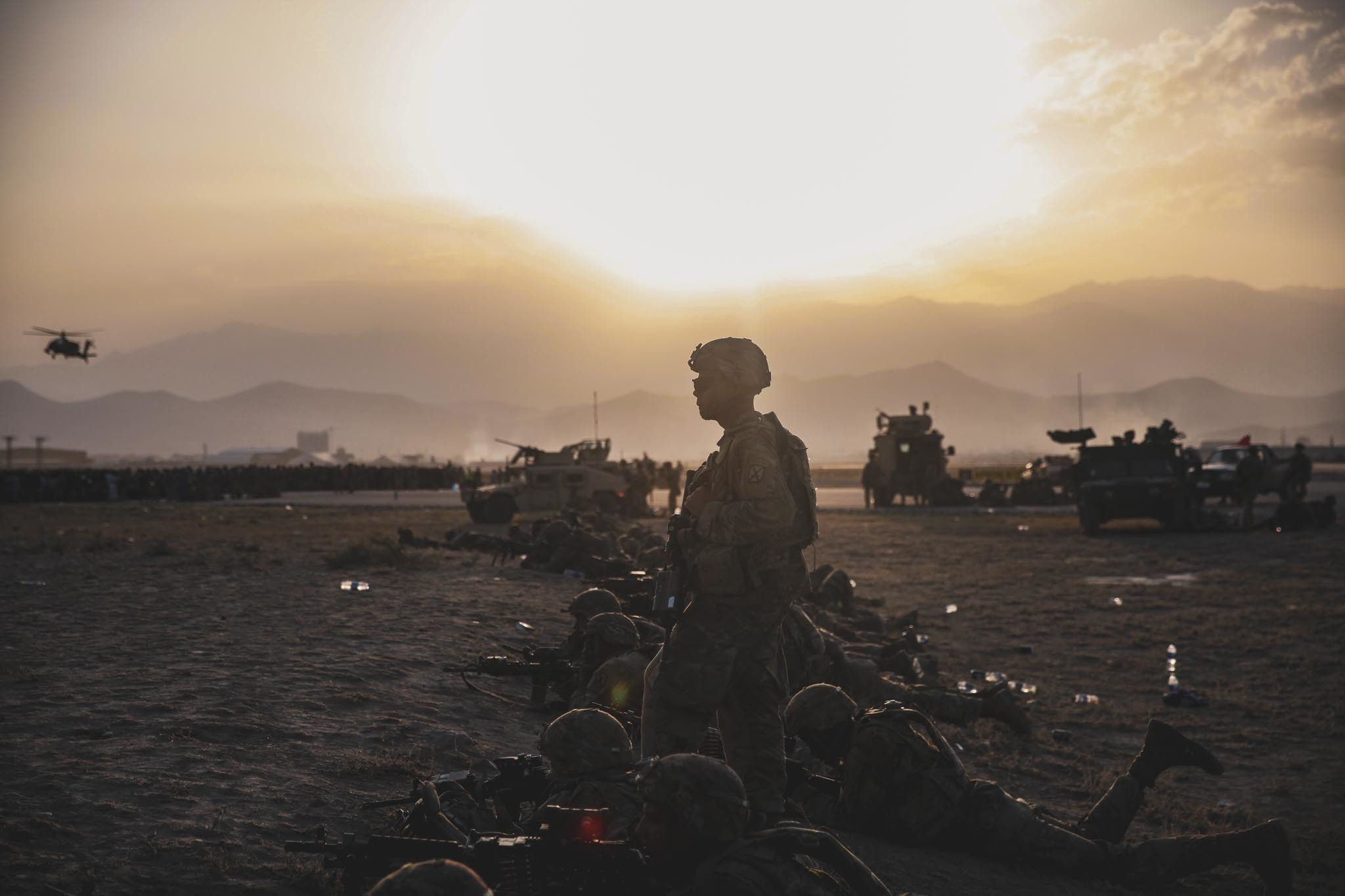
Soldados da 10ª Divisão de Montanha do Exército dos EUA a guardar a pista do aeroporto de Cabul. Multidões de pessoas podem ser vistas ao fundo

No dia 18 de agosto, foi relatado que um intérprete afegão que trabalhava para os militares australianos foi baleado na perna pelos Talibã ao cruzar um posto de controlo que levava ao aeroporto. Naquele mesmo dia, foi relatado que o primeiro voo de evacuação australiano partiu do aeroporto com apenas 26 pessoas a bordo, apesar de ter capacidade para mais de 120. O primeiro voo de evacuação alemão no dia anterior também transportou um baixo número de evacuados, descolando com apenas 7 a bordo.
A 19 de agosto, o Secretário de Defesa do Reino Unido, Ben Wallace, afirmou que os voos de evacuação não podiam levar crianças desacompanhadas, depois de uma série de vídeos postados nas redes sociais mostraram famílias desesperadas a tentar convencer os soldados da NATO a levar os seus filhos para um local seguro. O jornal The Guardian relatou que o governo britânico informou aos 125 guardas afegãos que prestavam serviço de segurança na embaixada britânica em Cabul que não receberiam asilo no Reino Unido porque foram contratados pela empresa de segurança privada GardaWorld. Por outro lado, os guardas da embaixada dos Estados Unidos já haviam sido evacuados. Naquela noite, o governo finlandês anunciou que estava a preparar-se para enviar tropas para o aeroporto para ajudar nas evacuações, com cerca de 60 cidadãos finlandeses ainda presos em Cabul. O jornal francês Libération obteve um relatório confidencial das Nações Unidas que revelou que os Talibã tinha listas de indivíduos prioritários para prender e também tinham como alvo as famílias de pessoas que haviam trabalhado com o governo e com a NATO.

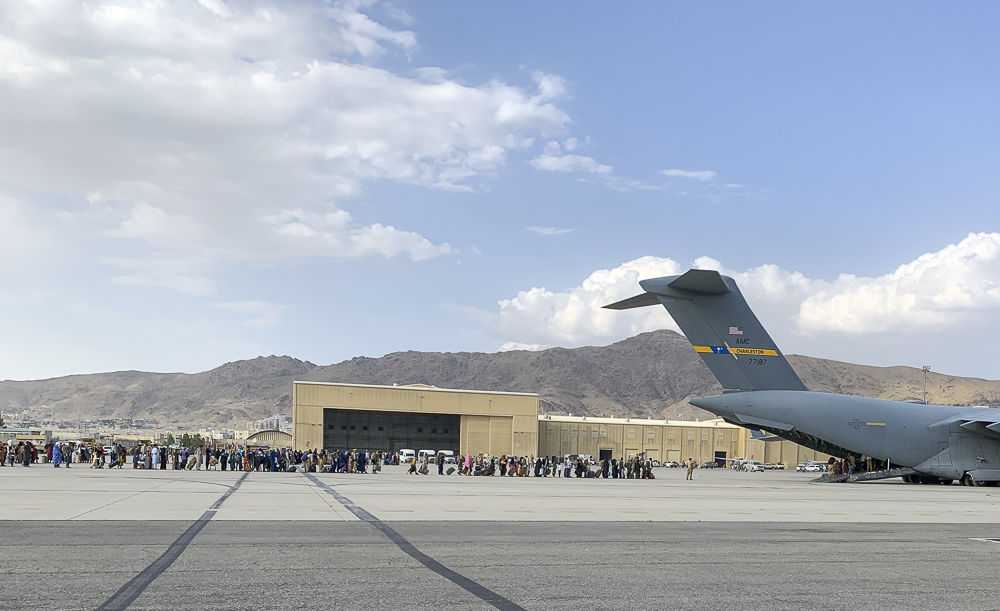
Soldados do US XVIII Corpo Aerotransportado monitorizam evacuados a embarcar numa aeronave, 21 de agosto

No dia 21 de agosto o The Indian Express relatou que os Talibã haviam bloqueado 72 sikhs e hindus afegãos de embarcar num voo de evacuação da Força Aérea Indiana. Kim Sengupta, do The Independent, relatou que pelo menos quatro mulheres morreram esmagadas numa debandada numa estrada estreita que vai até ao aeroporto. À tarde, o governo dos Estados Unidos estava a aconselhar os cidadãos americanos a não viajarem para o aeroporto devido aos potenciais riscos.
A 22 de agosto, a Australian Broadcasting Corporation revelou que o governo australiano negou vistos a mais de 100 afegãos que trabalharam como guardas de segurança para a embaixada australiana. Naquela noite, Lloyd Austin, Secretário de Defesa dos Estados Unidos, ordenou a activação da Frota Aérea da Reserva Civil Americana para auxiliar nas evacuações; esta foi apenas a terceira vez na história que a frota foi activada. No final do dia, pelo menos 28 mil pessoas foram oficialmente evacuadas de Cabul e 13 países concordaram em hospedar temporariamente refugiados americanos, mas dezenas de milhares de estrangeiros e afegãos em risco permaneceram presos em Cabul.
Durante alguns dias em agosto, a Força Aérea Real Australiana completou cinco voos de evacuação, tendo a Força Aérea Real da Nova Zelândia realizado um.

### 23 de agosto - 30 de agosto

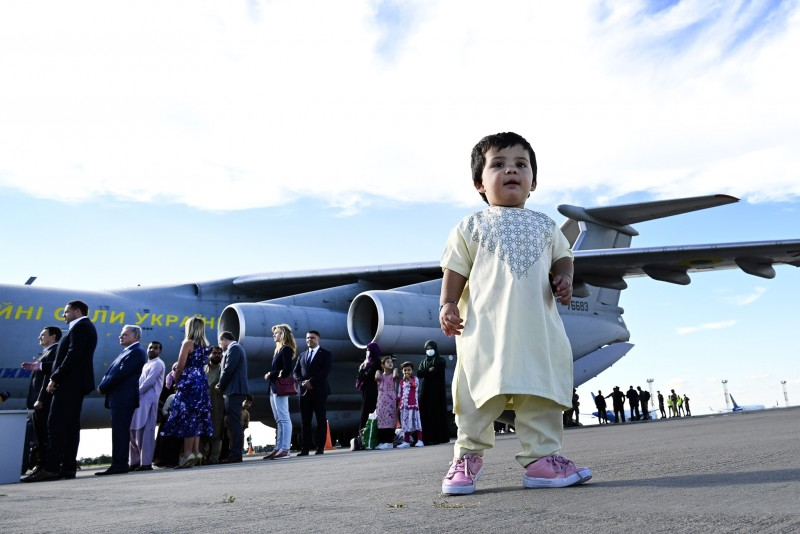
Refugiados afegãos evacuados pela Força Aérea Ucraniana no aeroporto de Boryspil em 28 de agosto

A 23 de agosto o governo britânico declarou que não continuaria com as evacuações depois de as forças americanas se retirarem do aeroporto; no entanto, o governo estaria ao mesmo tempo a pedir aos americanos que não se retirassem no final do mês; este pedido foi feito numa reunião de emergência do G7. Os Talibã indicaram que não estariam dispostos a estender o prazo final de 31 de agosto para retirada americana. Por volta das 7 horas (hora local), um guarda afegão foi morto e três ficaram feridos num tiroteio entre tropas afegãs, americanas e alemãs e atacantes não identificados. A Irlanda aprovou o envio de uma pequena equipa de forças especiais da Asa Ranger do Exército e diplomatas irlandeses para o aeroporto de Cabul, a fim de evacuar os cidadãos irlandeses. O governo canadiano confirmou oficialmente que as forças especiais canadianas lançaram operações fora do aeroporto para ajudar a evacuar as pessoas. O presidente americano Biden disse que até então os Talibã mantinham as suas promessas e não tomou nenhuma acção contra as forças dos EUA que controlam o aeroporto de Cabul.
No dia 24 de agosto, Yevgheniy Yenin, o vice-ministro ucraniano do Ministério das Relações Internacionais, afirmou que um voo de evacuação foi sequestrado e levado para o Irão. No entanto, os governos iraniano e ucraniano negaram que tal evento tenha ocorrido. A Coreia do Sul transportou 380 afegãos que haviam "trabalhado na embaixada coreana ou em hospitais e centros de treino profissional administrados pelas forças coreanas de engenharia e reconstrução". O DOD relatou que 21 600 pessoas foram evacuadas do Afeganistão pelo Aeroporto Internacional Hamid Karzai nas últimas 24 horas. Este foi um aumento significativo na velocidade das evacuações antes do prazo de retirada de 31 de agosto. O número total de pessoas evacuadas do Afeganistão pelo aeroporto nos dez dias anteriores foi de 70 700. Os esforços de evacuação ocorreram simultaneamente com uma retirada gradual das forças armadas dos EUA; várias centenas de militares em funções de apoio que eram considerados não essenciais haviam sido retirados nos dias anteriores, enquanto 5 800 fuzileiros navais e soldados do Exército dos EUA permaneceram como guardas no aeroporto.

#### Atentado suicida
Às 9:44 do dia 26 de agosto de 2021 o Pentágono confirmou que duas explosões ocorreram no Aeroporto Internacional Hamid Karzai e que as vítimas ainda eram desconhecidas. As explosões foram posteriormente confirmadas como um atentado suicida por um grupo terrorista desconhecido (embora vários meios de comunicação relatassem suspeitas de que o Estado Islâmico do Iraque e do Levante - província de Khorasan podiam ser responsáveis pela acção); pelo menos 13 vítimas foram relatadas, juntamente com vários feridos, incluindo fuzileiros navais dos EUA e combatentes dos Talibã.
A 26 de agosto, Bélgica, Canadá, República Checa, Dinamarca, Alemanha, Hungria, Holanda e Polónia anunciaram o fim das suas evacuações.

## Destinos de evacuação
A maior base que lidou com o fluxo inicial de evacuados afegãos foi a Base Aérea de Al Udeid, nos arredores de Doha, Qatar, onde os evacuados foram examinados de acordo com a lista de vigilância de terroristas do Centro Nacional de Contraterrorismo.
A Base Aérea de Ramstein, na Alemanha, a maior base da Força Aérea dos EUA na Europa, também foi um centro de processamento de evacuados afegãos que ajudaram os EUA e osseus aliados durante a guerra afegã. A base tem capacidade para até 12 000 evacuados. Estes passaram por exames médicos e biométricos, e 30 000 refeições quentes foram servidas diariamente; os evacuados foram alojados em hangares de aeronaves e tendas militares. A 22 de agosto, cerca de 7 000 pessoas aterraram em Ramstein e cerca de 6 500 permaneceram na base. Cerca de 700 partiram em quatro voos para os EUA entre os dias 23 e 24 de agosto, e a 25 de agosto esse número aumentou para cerca de 800.
O DOD estabeleceu alojamentos temporários em bases militares na Virgínia, Texas, Wisconsin e Nova Jersey para refugiados afegãos. Alojamento temporário para refugiados foi instalado em Fort Lee (Virgínia), Fort Bliss (Texas), Fort Dix (New Jersey) e Fort McCoy (Wisconsin), com capacidade total para 25 000 pessoas. Fort Lee foi o primeiro a receber evacuados da Operação Refúgio dos Aliados, com 221 a chegar ao forte no dia 30 de julho. Fort Pickett (Virgínia) também foi um local para acomodação temporária de refugiados afegãos.

## Reações
A organização da evacuação do aeroporto de Cabul foi amplamente criticada por ser desorganizada e muito lenta.